# Autoconf

Diagramma del funzionamento di Autoconf e Automake

Autoconf è un software libero creato dal progetto GNU. Permette la creazione di pacchetti, generando uno script Bash configure che è in grado di produrre un makefile.